# Kanupolo na Svjetskim igrama
Kanupolo je dio programa Svjetskih igara od 2005.
Muškarci
| Godina | Domaćin            | Zlato      | Srebro     | Bronca                 |
| ------ | ------------------ | ---------- | ---------- | ---------------------- |
| 2005.  | Duisburg, Njemačka | Nizozemska | Njemačka   | Ujedinjeno Kraljevstvo |
| 2009.  | Kaohšiung, Kina    | Francuska  | Nizozemska | Australija             |

Žene
| Godina | Domaćin            | Zlato                  | Srebro                 | Bronca    |
| ------ | ------------------ | ---------------------- | ---------------------- | --------- |
| 2005.  | Duisburg, Njemačka | Njemačka               | Ujedinjeno Kraljevstvo | Japan     |
| 2009.  | Kaohšiung, Kina    | Ujedinjeno Kraljevstvo | Njemačka               | Francuska |